# Национално знаме на Западна Сахара
Националното знаме на Западна Сахара, също известнo като Националното знаме на Сахарска арабска демократична република (САДР), се състои от хоризонтален флаг, състоящ се от черен, бял и зелен цвят с червен триъгълник (шеврон) от лявата страна и червен полумесец и звезда в средата. Използва се в териториите, контролирани от САДР, докато Мароканското знаме се използва в окупираните части на Западна Сахара. Прието е на 27 февруари 1976 г.
Знамето се състои от панарабски цветове.